# Betaketotiolasbrist
Beta-ketothiolasbrist (BKT-brist) är en av de 24 ovanliga medfödda sjukdomar som man s efter med hjälp av ett PKU-test som görs på alla nyfödda barn i Sverige sedan 1960-talet. Detta görs då det är av stor vikt att tidigt fastställa en diagnos för att förhindra eller mildra sjukdomsförloppet. PKU-testet i sig självt är ingen diagnos och positiva screeningsvar måste därför följas upp med vidare medicinska undersökningar. 
Diagnos ställs och görs genom analys av organiska syror i urinprov och analys av aminosyrahalter och acylkarnitiner i plasma.

## Sjukdomsmekanism och symptom
Beta-ketothiolasbrist (BKT-Brist) är en autosomalt recessiv nedärvd sjukdom och påverkar en på en miljon nyfödda. Bara 50 till 60 individer i hela världen har rapporterats lida av BKT-brist och det föds långt färre än ett barn per år i Sverige med BKT-brist.
Vid BKT-brist kan kroppen inte bearbeta aminosyran isoleucin och förhindrar även kroppens förmåga att bryta ner ketoner. BKT-brist förekommer hos barn vid 6 till 24 månaders ålder, det är även då som det första symptomen kan observeras. Symptomen är kräkningar, vätskebrist, andningssvårigheter, kramper och ketoacidosa attacker som i värsta fall kan leda till koma.
Orsaken till BKT-brist är mutationer i ACAT1-genen. Denna gen transkriberar enzymet beta-ketothiolas/acetyl-CoA-transferas som verkar i cellen vid nedbrytning av proteiner och fett. Specifikt bryter beta-ketothiolas ner isoleucin som produceras i citronsyracykeln. Vissa mutationer i ACAT1-genen orsakar att uttrycket av beta-ketothiolas att reduceras eller elimineras. Detta resulterar i att kroppen inte har förmågan att bryta ner proteiner och fetter, vilket leder till att toxiska nivåer av ketoner och nedbrytningsprodukter ackumuleras och man får ketoacidos.

## Behandling
Behandlingen vid BKT-brist är att förhindra svälttillstånd med glukostillförsel samt att oskadliggöra ackumuleringen av toxiska nedbrytningsprodukter såsom ketoner. En del patienter får karnitinbrist och får således tillförsel av karnitin. I samband med infektioner för individer som lider av BKT-brist så gör vetskapen om diagnosen det möjligt att förebygga de allvarliga symptomen som kan uppstå vid infektioner. 

## Genetik
ACAT1-genens transkript befinner sig med dess kodande region på hg19 chr11:107,992,334-108,018,117 på forward strand med en storlek på 25.784 baspar utspritt på 12 kodande exoner enligt assembly av human genome 19.
Man har hittat 12 olika transkript för genen varav fyra är protein kodande. ACAT1 har 113 olika genetiska varianter varav 13 har kopplats till BKT-brist, 58 varianter är enligt HGMD (Human gene mutation database) utan fenotyp, 16 varianter där fenotypen inte är specificerad, 24 varianter till acetyl-CoA acetyltransferas, en variant till ”inborn” genetisk sjukdom och en variant till stroke.